# オリビアの調べ/壁のむこうに
「オリビアの調べ/壁のむこうに」（オリビアのしらべ/かべのむこうに）は、1968年9月5日にCBS・ソニーレコード（現：ソニー・ミュージックレーベルズ）から発売されたフォーリーブスのデビューシングルである。

## 概要
CBS・ソニーレコード（当時）の邦楽第1号シングル。
両A面シングルである。
映画『ロミオとジュリエット』日本公開に先がけ、人気女優オリビア・ハッセーをイメージしてつくられた。
累計売上は21万枚を記録するヒットになった。

## 収録曲
1. オリビアの調べ
  - 作詞：北公次／作曲：鈴木邦彦／編曲:森岡賢一郎／作品コード:013-4254-1
2. 壁のむこうに
  - 作詞・作曲:Mehran Ahari, Graham Sasher／日本語詞：片桐和子／編曲:東海林修／作品コード:0W0-0247-1

## 楽曲の収録アルバム
- ヒット!ヒット!ヒット! フォーリーブス・ゴールデン・ショー（#2） - 1969年9月5日発売
- フォーリーブス：1965 - 1975（Vol.1、Side-A #2） - 1975年12月5日発売